# 埃爾姆伍德鎮區 (密歇根州利勒諾縣)
埃爾姆伍德鎮區（英語：Elmwood Township）是位於美國密歇根州利勒諾縣的一個特設鎮區。

## 地方資料
埃爾姆伍德鎮區的面積為80.00平方千米，當中陸地面積為51.90平方千米，而水域面積為28.10平方千米。根據2020年美國人口普查的數據，當地共有人口4892人，而人口密度為每平方千米61.15人。